# Asato Ankō
Asato Ankō (jap. 安里 安恒, gelegentlich auch nach der Kun-Lesung Asato Yasutsune; * 1827 im Königreich Ryūkyū; † 1906) war ein Meister des frühen Karate auf Okinawa.
Er und Itosu Ankō sind die beiden wichtigsten Lehrmeister Funakoshi Gichins, dem Vater des modernen Karate und Stilbegründer der (Shōtōkan-Ryū). Funakoshi ist darüber hinaus die wichtigste Quelle für die Informationen, die uns heute über Asato bekannt sind. Vielen verschiedenen Artikeln, die in jüngerer Zeit über Asato verfasst wurden, liegen deutlich die Beschreibungen Funakoshis zugrunde.

## Leben
Funakoshi lernte Asato kennen, als er zusammen mit dessen Sohn dieselbe Schulklasse besuchte. Er nannte ihn später „einen der größten Experten Okinawas in der Kunst des Karate.“ Nach Funakoshis Schilderungen gehörte die Familie Asato zur Klasse der Tonochi, einem Erbtitel für kommunale Verwaltungsvorstände, und Ankō hatte demnach die Amtsgewalt im Dorf Asato zwischen den Städten Shuri und Naha, wo er nicht nur Karate praktizierte, sondern auch als kluger Gelehrter, geschickter Reiter, Bogenschütze und Schwertkämpfer – als Jigen-ryū-Kendō-Praktizierende – bekannt war.

### Einschätzung
In einem Artikel, den Funakoshi 1934 verfasste, beschreibt er, dass Asato und Itosu gemeinsam unter Matsumura Sōkon Karate erlernt hätten. Er berichtet auch, wie Asato und Itosu eine Gruppe von zwanzig bis dreißig Angreifern bezwangen und wie Asato in seinem Heimatdorf Störenfrieden eine Falle stellte. In seiner Autobiographie aus dem Jahre 1956 gibt Funakoshi mehrere Anekdoten über Asato wieder, darunter Erzählungen über Asatos politisches Geschick bei der Umsetzung der Anweisung, die traditionellen Haarknoten japanischer Männer abzuschneiden (S. 13–14), Asatos Sieg über Yōrin Kanna, den er unbewaffnet gegen den mit einer scharfen Klinge bewaffneten Kanna errang (S. 14–15); Asatos Vorführung des Fingerstoßes (ippon-ken; S. 15) sowie über Asatos und Itosus gelegentliches, freundschaftliches Kräftemessen im Armdrücken (S. 16).